# 子守歌之里高屋站
子守歌之里高屋站（日语：／ Komoriuta no satotakaya eki */?，「子守歌」是日文中「搖籃曲」之意）是屬於井原鐵道井原線的車站，位於日本岡山縣井原市。

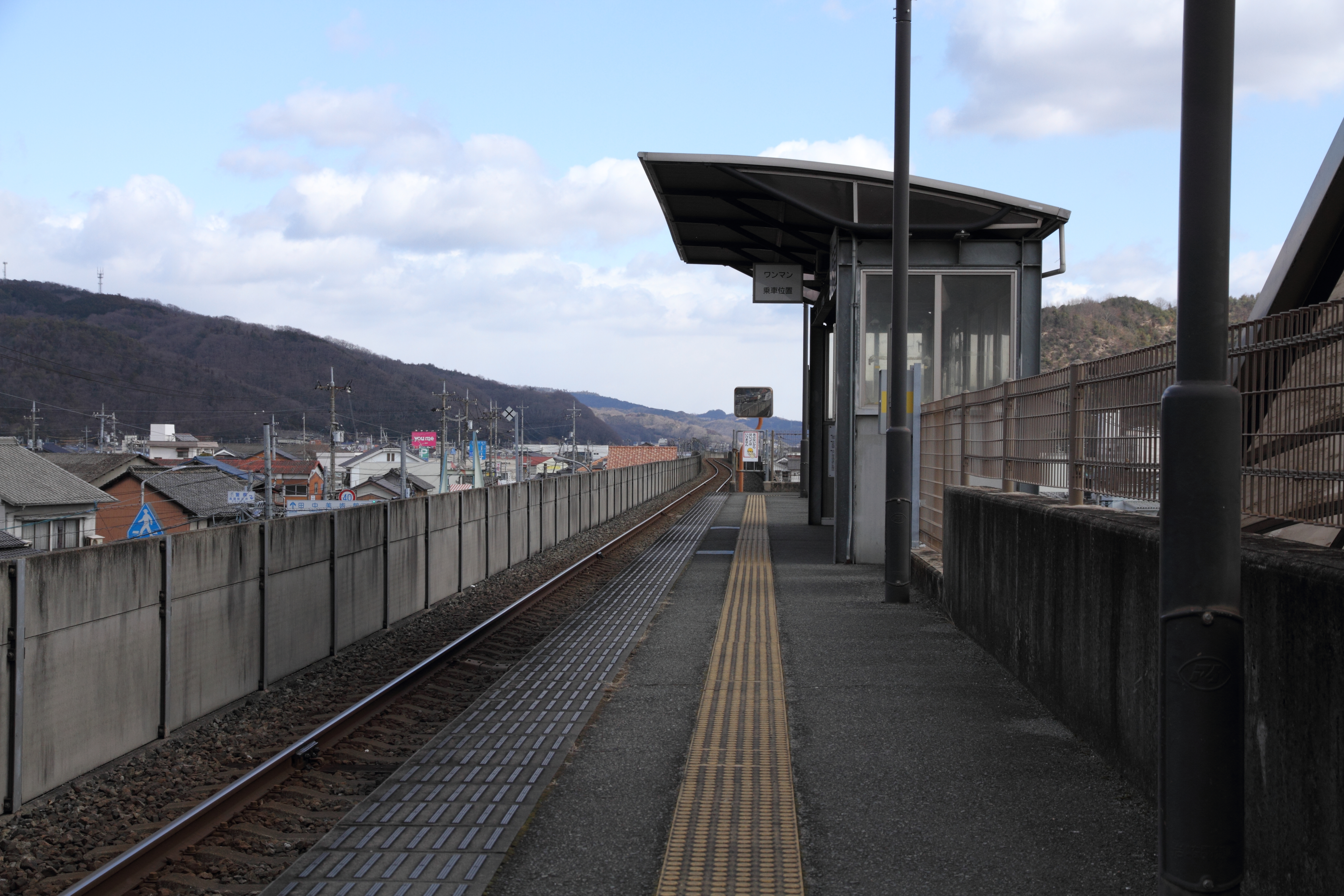
月台（2022年2月）

## 車站構造
本站為高架車站，並設有1面1線的單式月台。高架橋下設有公共廁所及廣場。

## 車站周邊
- 華鴒美術館
- 高屋郵便局
- 中國銀行高屋分行
- 國道313号
- 國道486号
- 岡山縣道、廣島縣道3號井原福山港線
- 廣島縣道、岡山縣道103號七曲井原線

## 歷史
- 1999年1月11日 開業。

## 相鄰車站
井原鐵道
井原線
出部－子守歌之里高屋－御領